# عفرا بنت مهاصر
عفرا بنت مهاصر (؟ -۶۷۰م) شاعربانوی عرب از بنی عُذرَة بود. آوازه‌اش با پسرعمویش عروة بن حزام وابسته است و شاعران داستان عروه و عفرا را سروده‌اند. به نظر ذبیح‌الله صفا داستان «ورقه و گلشاه» در ادبیات فارسی، همین داستان این دوست است که خرده‌دگرگونی یافته.

## زندگی
نام و نسب کاملش را «عفراء بنت مهاصر بن مالک بن حزام بن ضبة بن عبد بن عُذرة العُذریة» ذکر کرده‌اند که از قبیله عُذرَة بوده است.